# Kharimala Khagrabari
Kharimala Khagrabari é uma vila no distrito de Koch Bihar, no estado indiano de Bengala Ocidental.

## Demografia
Segundo o censo de 2001, Kharimala Khagrabari tinha uma população de 7214 habitantes. Os indivíduos do sexo masculino constituem 50% da população e os do sexo feminino 50%. Kharimala Khagrabari tem uma taxa de literacia de 77%, superior à média nacional de 59,5%: a literacia no sexo masculino é de 81% e no sexo feminino é de 73%. Em Kharimala Khagrabari, 10% da população está abaixo dos 6 anos de idade.